# Cervo
Cervo este un oraș și comună din provincia Imperia, regiunea Liguria, Italia, cu o populație de 1.086 locuitori (1 ianuarie 2023) și o suprafață de 3,59 km².

## Galerie

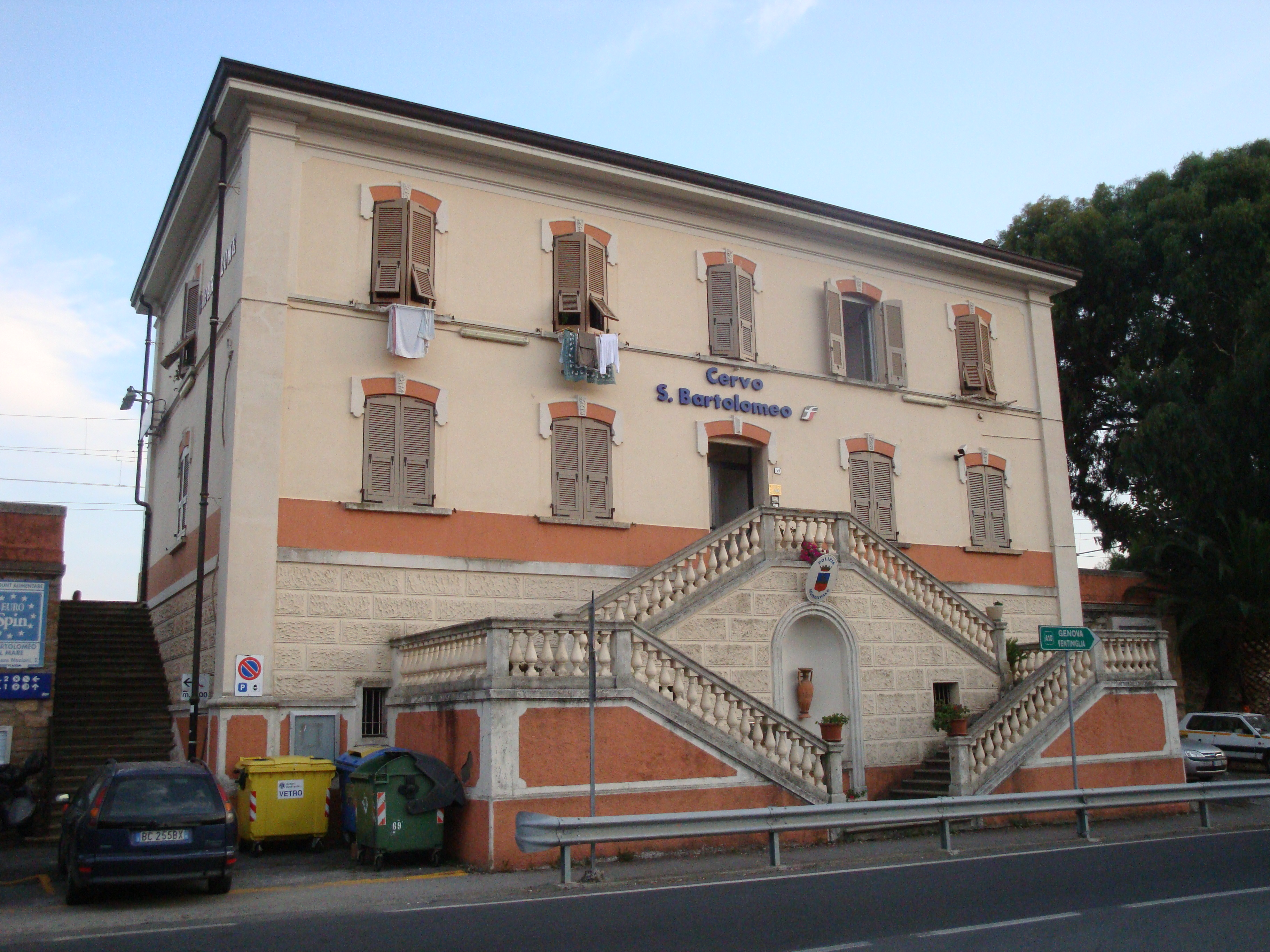
Gara
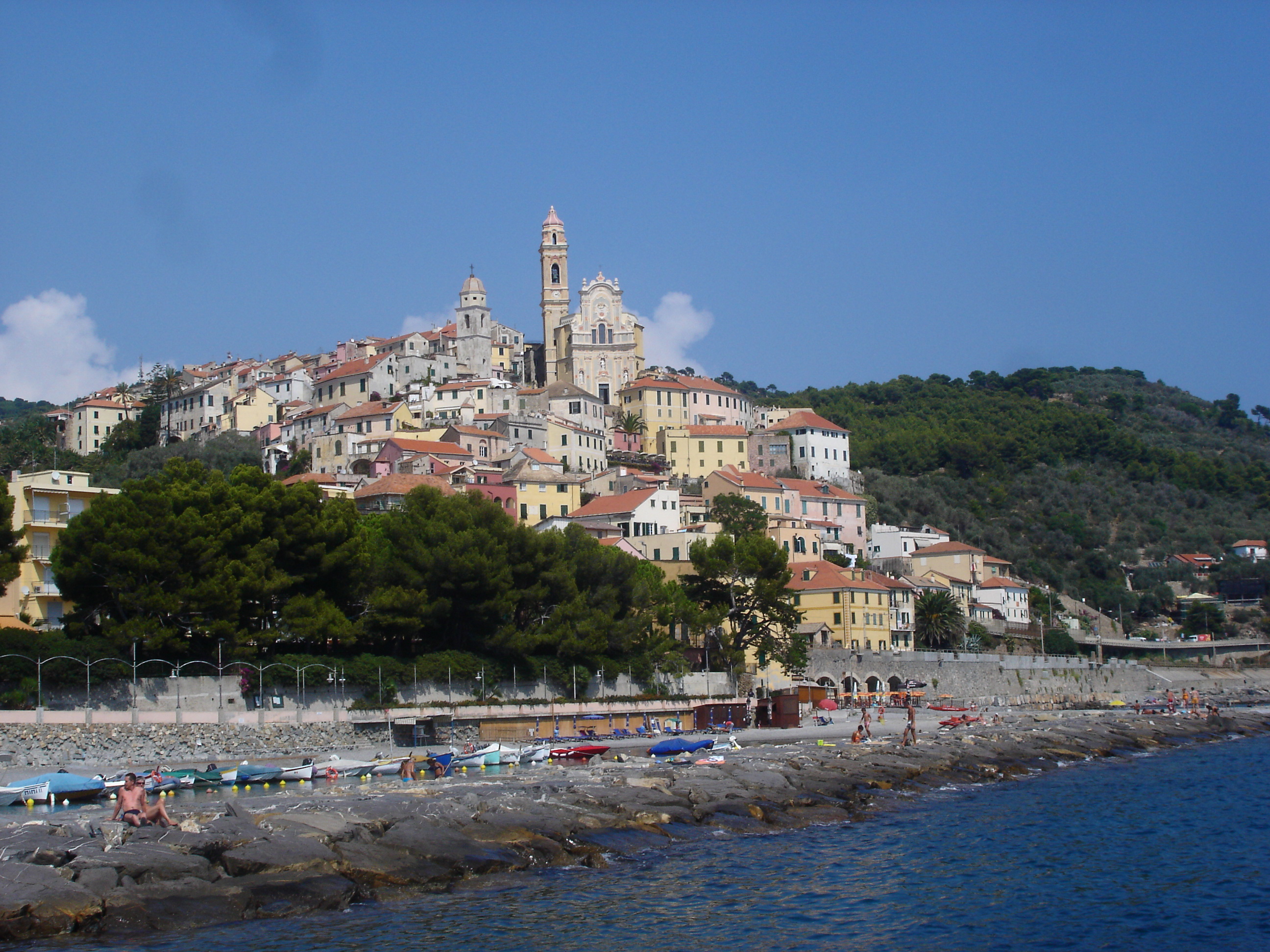
Cervo
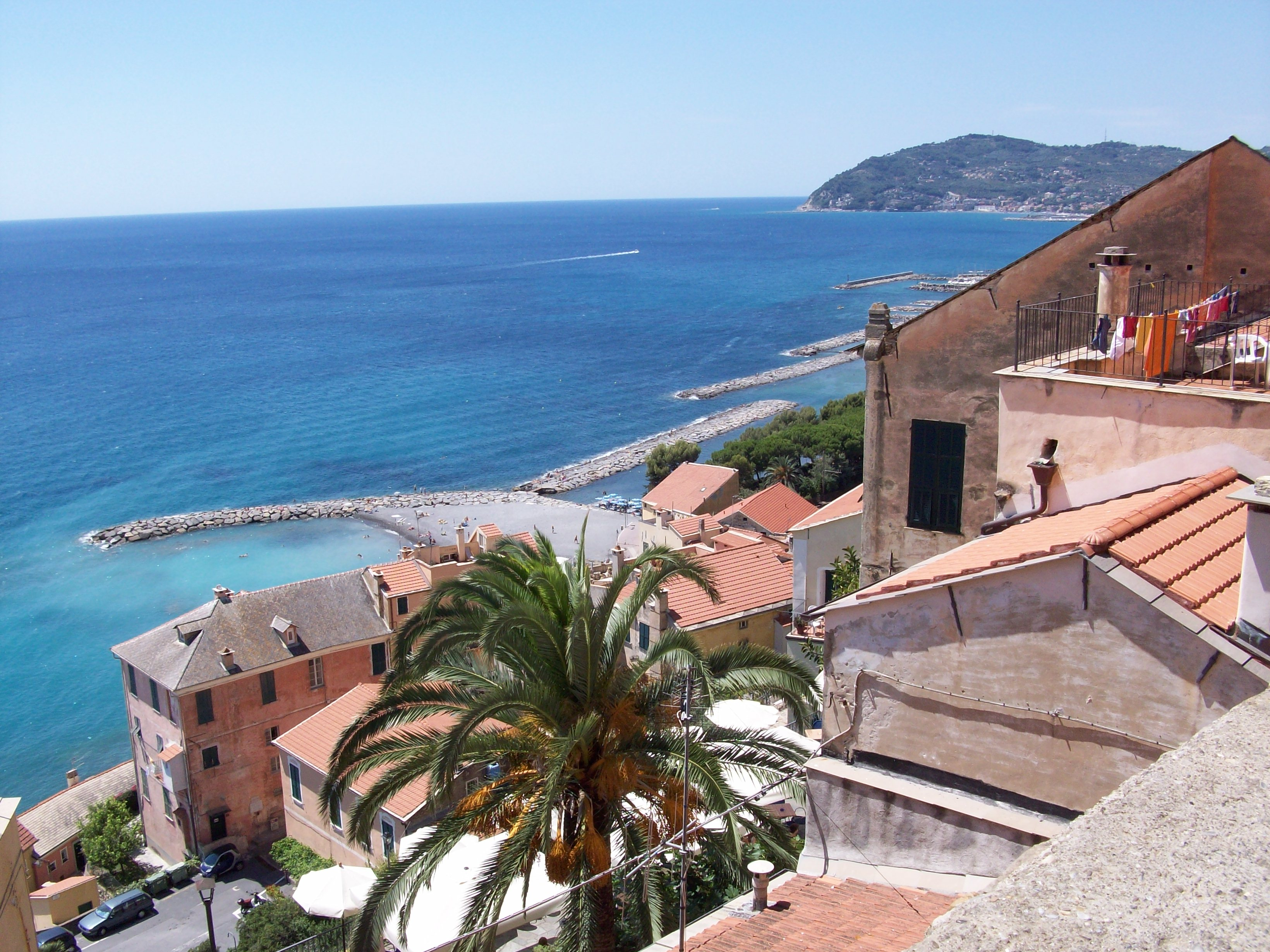
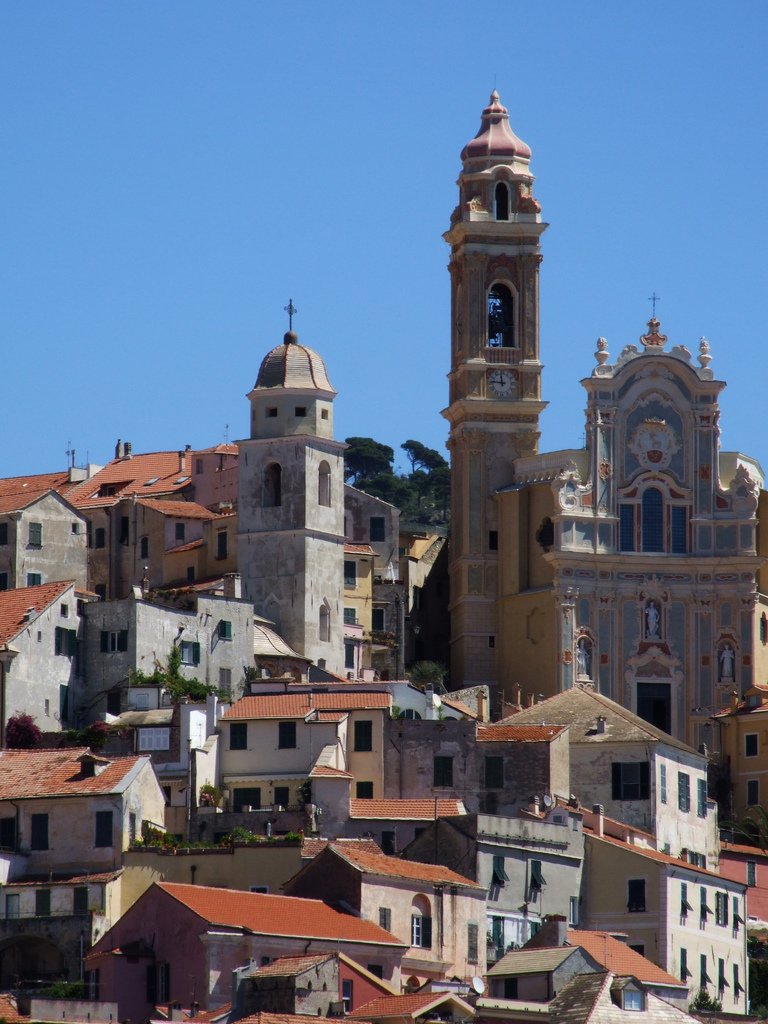
Cervo, biserica

## Localități înfrățite
- Spania, Cervo;
- Cuba, Pilón.

## Demografie
Cervo - evoluția demografică

|  | Graficele sunt indisponibile din cauza unor probleme tehnice. Mai multe informații se găsesc la Phabricator și la wiki-ul MediaWiki. |

Date: Recensăminte sau birourile de statistică - grafică realizată de Wikipedia